# Brutonova agamaglubulinémie

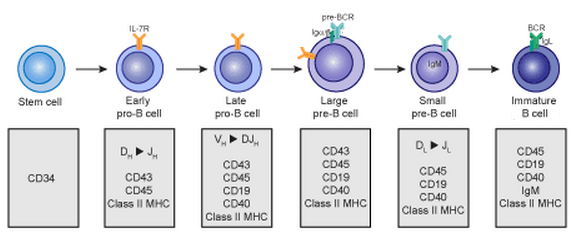
Vývoj B-lymfocytů

Brutonova agamaglobulinémie (X-vázaná agamaglobulinemie, X-vázaná hypogamaglobulinemie, Brutonova nemoc) byla poprvé popsána v roce 1952 jako neschopnost tvořit protilátky (imunoglobulíny). Toto onemocnění patří mezi primární imunodeficience, které je způsobené vrozeným defektem genu kódující BTK kinázu (z angl. Bruton tyrosine kinase) na X-chromozomu. Z tohoto důvodu postihuje především chlapce. Jelikož ženy mají dva X-chromosomy, onemocnění se u nich klinicky neprojevuje, ale mohou vadný X-chromosom předat svému synovi. Brutonova agamaglobulinémie je poměrně vzácné onemocnění s výskytem přibližně 1:200 000. Za fyziologických podmínek při vývoji B-lymfocytů nejprve dochází k přeskupení genů pro těžký řetězec imunoglobulinu, po kterém následuje přeskupení genů kódující lehké řetězce imunoglobulinů. BTK je rozhodující při dozrávání pre-B lymfocytů na zralé B-lymfocyty. V případě, kdy je gen pro BTK kinázu mutován, vývoj B-lymfocytů se zastaví po přeskupení genů kódující těžké řetězce imunoglobulinů a k syntéze lehkého řetězce nedochází. Tím dochází k jejich smrti. BTK kináza obsahuje 5 oblastí: TH, SH3, SH2, PH a doménu s kinázovou aktivitou. Do dnešní doby bylo pro tuto kinázu popsáno více než 300 mutací.

## Patofyziologie
Jedinci, kteří mají mutaci v genu BTK, neobsahující v krvi B-lymfocyty a tudíž nejsou schopni tvořit imunoglobuliny. Slezina, tonsily, Peyerovy pláty a periferní lymfatické uzliny jsou buď nepřítomné, nebo je jejich aktivita u jedinců trpících Brutonovou nemocí snížena.
Mutace v každé z pěti domén BTK mohou vést k onemocnění. Ke studiu této nemoci se využívají myší modely Xid. Jedná se o laboratorní myši, které mají mutovanou Btk a projevují se spontánní mutací CpG místa domény PH3. Na rozdíl od člověka si myši udržují přibližně polovinu fyziologického počtu B-lymfocytů.

## Klinický obraz a symptomy
Brutonova agamaglobulinémie se projevuje až po 6. měsíci od narození, jelikož do té doby je novorozenec chráněný imunoglobuliny od matky. Výsledkem oslabení imunity a poklesu protilátek od matky je zvýšená náchylnost na bakteriální infekce jako jsou například (Haemophilus influenzae nebo Streptococcus pneumoniae). Časté symptomy nedostatku imunoglobulinů zahrnují časté infekce ucha a sinusů, pneumonii a gastroenteritidu. Polio viry a viry hepatitidy představují hrozbu pro pacienty s Brutonovou nemocí. Děti s defektem v BTK jsou malého vzrůstu, mají malé tonsily a lymfatické uzliny a mohou se vyvíjet chronické kožní infekce. Přibližně 20% těchto dětí rozvíjí artritidu, pravděpodobně v důsledku kloubních infekcí.

## Diagnostika
Jedinec trpí častými bakteriálními infekcemi, nedostatkem zralých B-lymfocytů a nízkými až neexistujícími hladinami imunoglobulinů (IgG, IgM, IgA, IgE, IgD). Vzorek krevního séra u kojence může být analyzován na přítomnost imunoglobulinů metodou zvanou imunoelektroforéza. K definitivní diagnóze se u dítěte analyzuje chromozom X na defekty genu BTK. Podobná analýza může být použita pro prenatální diagnostiku nebo pro detekci nosičů defektního genu.

## Léčba
V současné době neexistuje způsob, jak léčit pacienty, kteří mají agammaglobulinemii. Defektní geny nelze opravit nebo nahradit, ani nelze indukovat zrání pre- B lymfocytů na zralé B-lymfocyty a plazmatické buňky. Pacienti s agammaglobulinemií však mohou dostat některé protilátky, které jim chybí. Protilátky se dodávají ve formě imunoglobulinů (nebo gamaglobulinů) a mohou být podány přímo do krevního řečiště (intravenózně) nebo pod kůži (subkutánně) Intravenózní podávání protilátek se podává každé 3–4 týdny po celý život. Podávané protilátky se využívají k pasivní imunizaci, posílení imunitního systému, čímž dochází ke snížení výskytu infekcí.